# Carlos Scanavino
Carlos Scanavino, vollständiger Name Carlos A. Scanavino Villavicenio, (* 11. März 1964 in Paysandú) ist ein uruguayischer Schwimmer.
Der 1,87 Meter große Scanavino, für den ein Wettkampfgewicht von 80 kg verzeichnet ist, vertrat sein Heimatland bei den Südamerikaspielen 1982. Dort gewann er über die 100-Meter-, 200-Meter-, 400-Meter- und 1500-Meter-Freistilstrecke insgesamt viermal Gold. Hinzu kamen drei Silbermedaillen mit den beiden Freistilstaffeln über die 100-Meter- und die 200-Meter-Strecke sowie mit der 4-mal-100-Meter-Lagenstaffel. Viermal nahm er im Laufe seiner Karriere auch an Panamerikanischen Spielen teil. Bei seiner ersten Teilnahme an den Spielen 1979 ging er in Bezug auf Podestplatzierungen leer aus. 1983 erschwamm er über die 1500-Meter-Freistil-Distanz die Bronzemedaille. Im darauffolgenden Jahr gehörte er erstmals dem Aufgebot Uruguays bei Olympischen Spielen an. Bei diesen Olympischen Sommerspielen 1984 in Los Angeles platzierte er sich über 200 Meter Freistil auf Rang 16. Den 400-Meter-Freistil-Wettbewerb beendete er als 17., während es über 1500 Meter Freistil zum 10. Platz und über 100 Meter Schmetterling für Position 32 im Endklassement reichte. Bei seinen dritten Panamerikanischen Spielen 1987 belegte er den Silberrang über 200 Meter Freistil. Im Folgejahr nahm er erneut an den diesmal in Seoul ausgetragenen Olympischen Spielen teil. Dort platzierte er sich über 100 Meter Freistil auf Rang 39, über 200 Meter Freistil sprang der 19. Platz heraus und für die 400-Meter-Freistil-Strecke ist für ihn ein 12. Platz verzeichnet. Bei den Südamerikaspielen 1990 in Peru sicherte er sich dreimal Einzel-Gold über die 100-Meter-, 200-Meter- und 400-Meter-Distanz im Freistil und gewann überdies eine vierte Goldmedaille mit der 4-mal-200-Meter-Freistilstaffel, Silber mit der 4-mal-100-Meter-Lagenstaffel und Bronze mit der 4-mal-100-Meter-Freistilstaffel. 1991 folgte dann sein vierter und letzter Start bei Panamerikanischen Spielen.
Carlos Scanavino ist der Vater der Olympiateilnehmerin Antonella Scanavino (* 1992), die bei den Schwimmwettkämpfen der Spiele des Jahres 2008 antrat.

## Rekorde
Scanavino ist Inhaber zahlreicher uruguayischer Landesrekorde. Dies sind im Einzelnen diejenigen über:
- 400 Meter Freistil (3:54,36 min, aufgestellt am 23. September 1988 in Seoul)
- 800 Meter Freistil (8:14,49 min, aufgestellt am 28. August 1987 in Indianapolis)
- 1500 Meter Freistil (15:29,78 min, aufgestellt am 3. August 1984 in Los Angeles)
- 4-mal-200-Meter-Freistilstaffel (Nationalmannschaft) (7:50,02, aufgestellt in der Zusammensetzung mit D. Martinez, Goyenola und De Giobbi am 22. März 1990 in Rosario)[2]